# باشگاه فوتبال العداله عربستان سعودی
باشگاه فوتبال العداله (عربی: نادی العداله) یک باشگاه فوتبال واقع در الهلیله، احساء در عربستان سعودی است و اکنون در لیگ دسته اول فوتبال عربستان سعودی حضور دارد.
این باشگاه فوتبال در سال ۱۹۸۴ تأسیس شد. العداله در فصل ۲۳–۲۰۲۲ از لیگ حرفه‌ای فوتبال عربستان به لیگ دسته اول فوتبال عربستان سعودی سقوط کرد.